# Färingtofta församling
Färingtofta församling var en församling i Lunds stift och i Klippans kommun. Församlingen uppgick 2010 i Riseberga-Färingtofta församling.

## Administrativ historik
Församlingen har medeltida ursprung.
Församlingen var till 2010 annexförsamling i pastoratet Riseberga och Färingtofta. Församlingen uppgick 2010 i Riseberga-Färingtofta församling.

## Kyrkobyggnader
- Färingtofta kyrka